# François Arago
François Jean Dominique Arago (Estagel, 26 de fevereiro de 1786 — Paris, 2 de outubro de 1853) foi um físico, astrônomo e político francês.
Ocupou o cargo de primeiro-ministro da França, de 10 de maio a 24 de junho de 1848.

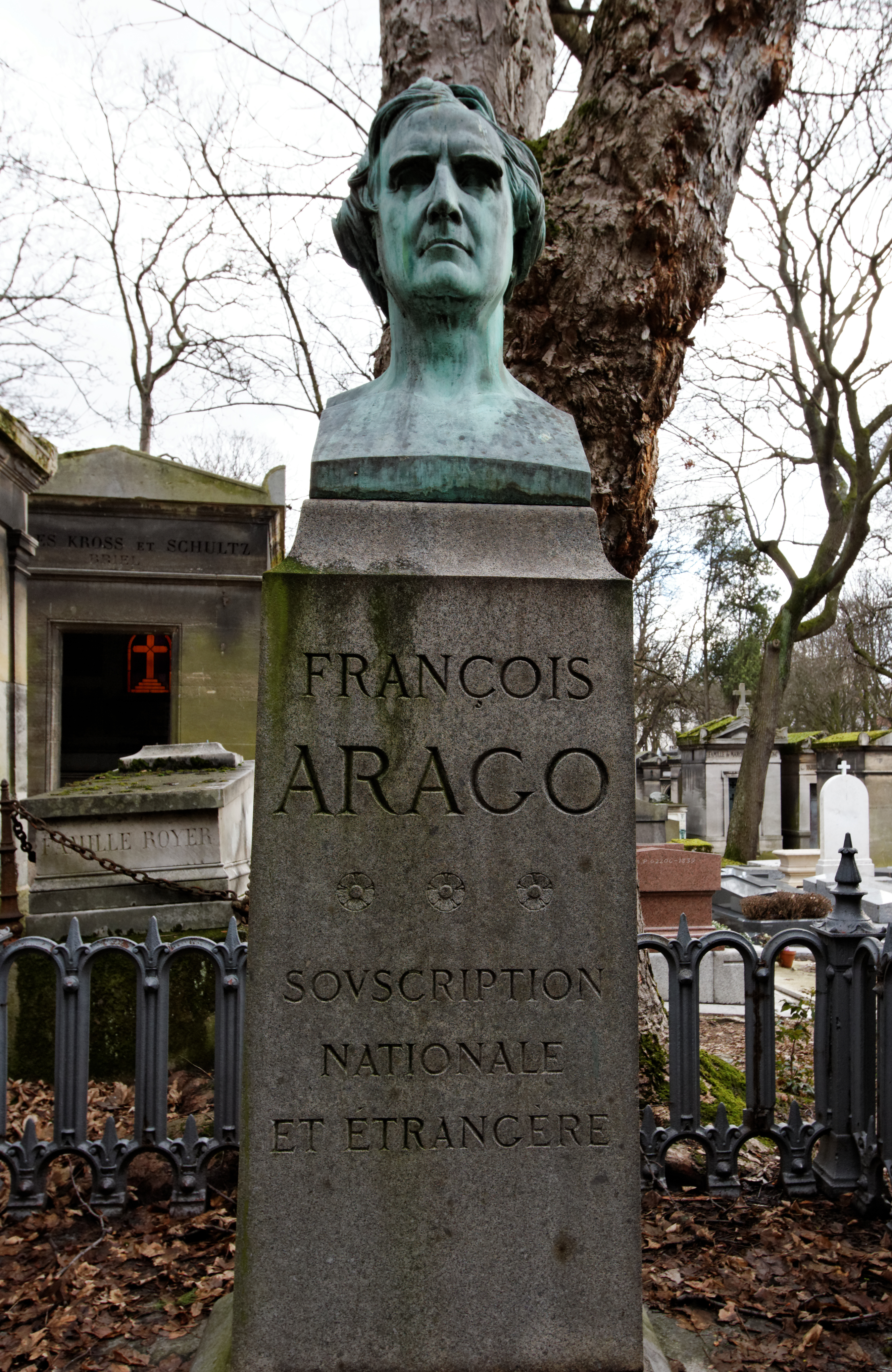
Túmulo de François Arago no Cemitério do Père-Lachaise, em Paris

Ver a biografia de seu irmão Jacques Arago, explorador, que esteve no Brasil.
Deve-se às investigações de Arago a confirmação da teoria ondulatória da luz

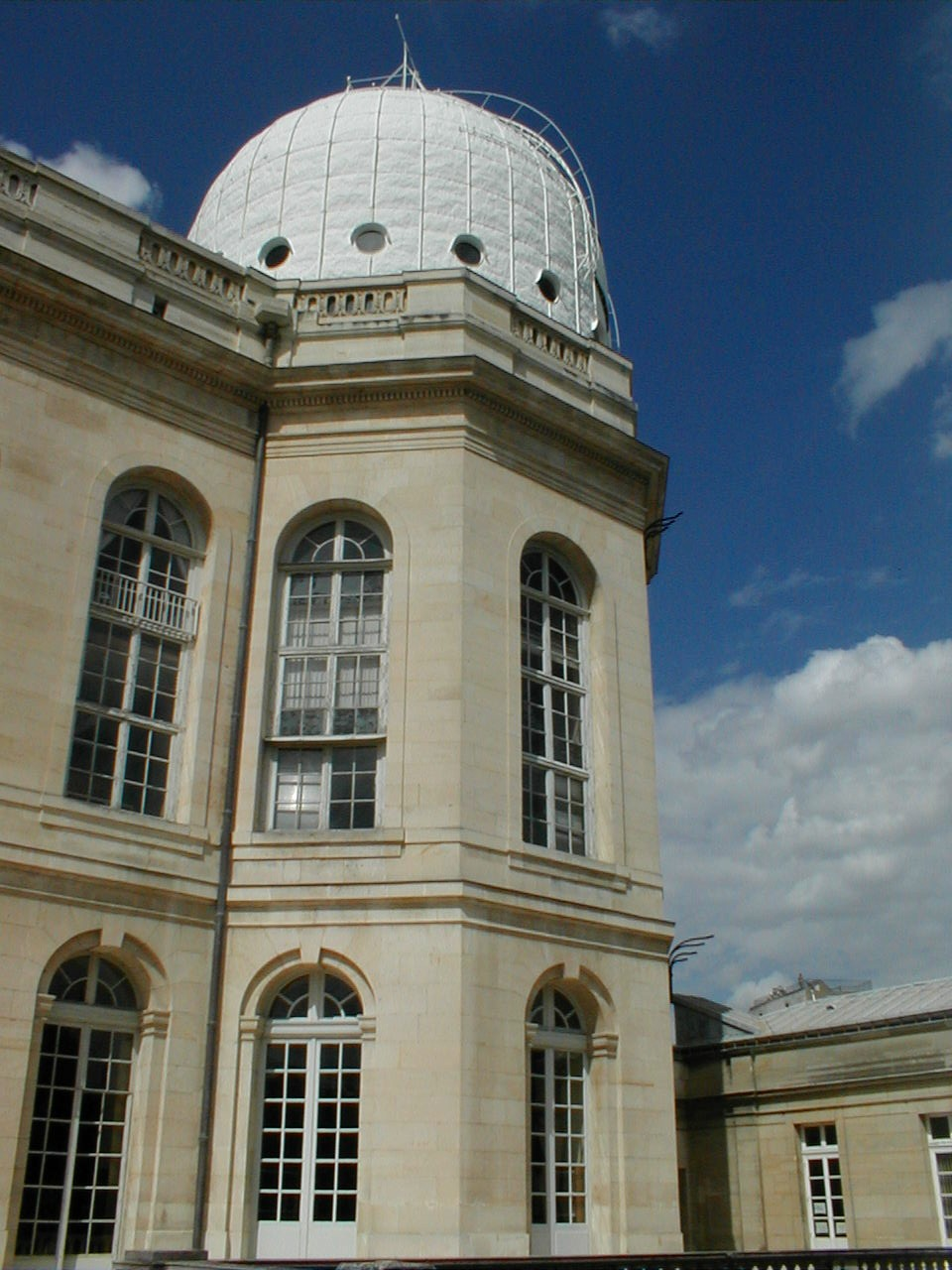
Observatório de Paris, cúpula Arago.

Dominique François Jean Arago iniciou seus estudos em Perpignan, seguindo depois para Paris, onde frequentou a École Polytechnique. Aos 19 anos foi nomeado secretário do Observatório de Paris e, logo depois, junto com o físico e astrônomo Jean-Baptiste Biot, completou a medida de um arco do meridiano terrestre.
No ano de 1809 Arago foi eleito para a Académie des Sciences, assumindo no mesmo ano o cargo de professor de geometria analítica na École Polytechnique. De 1809 a 1830, dedicou-se exclusivamente à ciência.
Em 1830 ingressou na política, como deputado republicano. Em 1848 foi nomeado ministro da Marinha.
Luz e eletromagnetismo
Dos trabalhos de Arago no domínio da física ressaltam, por sua importância, as descobertas da polarização cromática da luz e a polarização rotatória. Em 1811, trabalhando com Augustin Jean Fresnel, descobriu um novo processo de decompor a luz branca.
As investigações de Arago e Fresnel sobre os fenômenos de polarização vieram confirmar a teoria ondulatória da luz.
Importante, também, foi a contribuição de Arago para o progresso dos estudos dos fenômenos eletromagnéticos. As obras completas de Arago foram publicadas, de 1854 a 1862, em 13 volumes.